# Gigi Gorgeous
Giselle Loren "Gigi" Lazzarato Getty, conhecida profissionalmente como Gigi Gorgeous, (Montreal, 20 de abril de 1992) é uma youTuber, socialite, atriz e modelo canadense.
Em 2008, Lazzarato começou a enviar vlogs para a plataforma de streaming YouTube. Seus vídeos alcançaram popularidade e estabeleceram seguidores online. Durante os anos seguintes, Lazzarato enviou regularmente para o canal, além de criar e estrelar o reality show The Avenue (2011–2013). Após um breve hiato, ela ganhou atenção da mídia após se assumir como uma mulher transgênero em 2013 e começou a ser chamada de Gigi Gorgeous. Durante 2014, Lazzarato documentou pessoalmente sua transição de gênero por meio de perfis de mídia social, principalmente por meio de vídeos que giravam em torno de procedimentos estéticos, que obtiveram status viral. Em 2016, um incidente envolvendo Lazzarato sendo deportada de Dubai devido ao seu status de mulher transgênero resultou em ampla cobertura da mídia. Lazzarato foi o tema de This is Everything: Gigi Gorgeous (2017), um documentário dirigido por Barbara Kopple que acompanhou a vida passando pela transição de gênero. O filme estreou no Festival de Cinema de Sundance e teve um lançamento limitado nos cinemas e vários prêmios, incluindo um Streamy.
Além do trabalho de personalidade, Lazzarato se interessou por atuação e modelagem. Seus créditos de performance incluem estrelar o curta-metragem do colega YouTuber Shane Dawson, I Hate Myselfie (2015) e sua sequência, juntamente com participações especiais nas séries de televisão Project Runway All Stars, Me and My Grandma, Good Work e Trailblazers, entre outras. Através da modelagem, Lazzarato apareceu nas capas da Paper and Fashion, foi destaque em spreads para Galore, Kode, Refinery29 e Out e serviu como musa frequente do August Getty Atelier. Em 2019, ela escreveu o livro He Said, She Said: Lessons, Stories, and Mistakes From My Transgender Journey.

## Primeiros anos
Lazzarato nasceu de Judith Lazzarato (nascida Belding) e David Lazzarato, um executivo de negócios que atuou como diretor independente do The Stars Group, diretor executivo da Craig Wireless e diretor financeiro da Alliance Atlantis. Ela é de ascendência italiana, libanesa, inglesa e francesa e foi criada na fé católica romana.
Quando jovem adulta, Lazzarato foi campeã nacional de mergulho. Sua mãe, Judith, morreu de leucemia em 3 de fevereiro de 2012, no Princess Margaret Cancer Centre, em Toronto.

## Carreira

### 2008–2013: início no YouTube
Lazzarato operou um canal de tutoriais de maquiagem no YouTube que começou em 2008, enquanto estava na décima primeira série, quando uma amiga mencionou ter visto um vídeo de maquiagem de Michelle Phan no YouTube. Lazzarato se assumiu pela primeira vez aos dezesseis anos, identificando-se na época como um homem gay. Desde a transição, seu canal no YouTube começou a incluir mais vlogs, vídeos de moda e estilo de vida.

### 2014–2016: transição de gênero e aparências
Lazzarato recebeu o prêmio LogoTV Trailblazing Social Creator em 2014 por sua atuação como defensora dos direitos dos jovens LGBTQIA+. Ela participa frequentemente das convenções da BeautyCon para se encontrar com fãs e participar de painéis sobre técnicas de maquiagem e a indústria cosmética. Lazzarato foi modelo do estilista Marco Marco e desfilou nos desfiles Marco Marco em 2014 e 2015.
Lazzarato usou o status de celebridade da internet para conscientizar sobre questões transgênero, a comunidade LGBT e o combate ao bullying. Sua imagem foi apresentada em uma montagem de celebridades transgênero no documentário da ABC 20/20 sobre a transição de Caitlyn Jenner.
No início de 2015, Lazzarato estrelou o curta-metragem de estreia do colega YouTuber Shane Dawson, I Hate Myselfie, como Amber. Lazzarato mais tarde reprisou o papel de Amber em I Hate Myselfie 2.

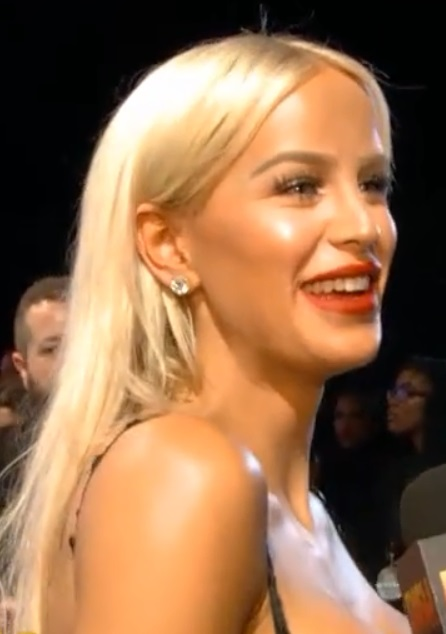
Gorgeous na MTV VMA, 2015

Em junho de 2015, foi anunciado que Lazzarato havia se unido à cantora Miley Cyrus e se juntado à campanha "#InstaPride" da Marie Claire da Happy Hippie Foundation de Cyrus. A campanha incluiu uma série de fotos e um anúncio de Cyrus de que elas estavam trabalhando em um projeto secreto. O projeto mais tarde acabou sendo uma publicação na revista Marie Claire com as duas. Gigi assinou uma parceria com a 'Too Faced Cosmetics' na qual estrelou o filme comercial de cosméticos "Better Than Sex", que estreou em 9 de julho de 2015. No MTV Video Music Awards de 2015, Lazzarato, junto com um grupo de drag queens, apresentou Miley Cyrus para a apresentação de estreia de "Dooo It!" do novo álbum de Cyrus , Miley Cyrus and her Dead Petz.
Ela apareceu no Entertainment Tonight como convidada especial no mesmo mês. Gigi foi destaque no aplicativo "Kylie" de Kylie Jenner, que apresenta vários vídeos com dicas de maquiagem. Em 18 de setembro, ela ganhou o prêmio Streamy de "Melhor Série de Beleza". Foi anunciado em 7 de outubro que ela estrelaria o vídeo de Adam Lambert para sua música "Another Lonely Night".

#### 2016: incidente em Dubai
Em 9 de agosto de 2016, Lazzarato foi detida nos Emirados Árabes Unidos. Seu passaporte foi recolhido por funcionários do aeroporto e agentes de imigração no Aeroporto Internacional de Dubai. Ela teve sua entrada negada em Dubai por "imitação de mulheres por homens", apesar do fato de que, como confirmado por Lazzarato, "o gênero em [seu] passaporte indica feminino e não masculino". A "imitação de mulheres por homens" é ilegal nos Emirados Árabes Unidos, e os infratores podem pegar até um ano de prisão. Ela foi liberada após ser detida por cinco horas.
A hashtag "#JusticeForGigi" surgiu no Twitter, com fãs e apoiadores pedindo sua libertação e uma reforma nas leis anti-LGBTQ. Não foi a primeira vez que uma pessoa transgênero foi detida em Dubai. Em 2014, duas mulheres transgênero brasileiras também foram detidas e tiveram seus passaportes apreendidos. Antes de deixar Dubai para a Suécia, Lazzarato respondeu ao incidente pedindo igualdade e proteção legal para pessoas LGBTQ.

### 2017–presente:This Is Everything

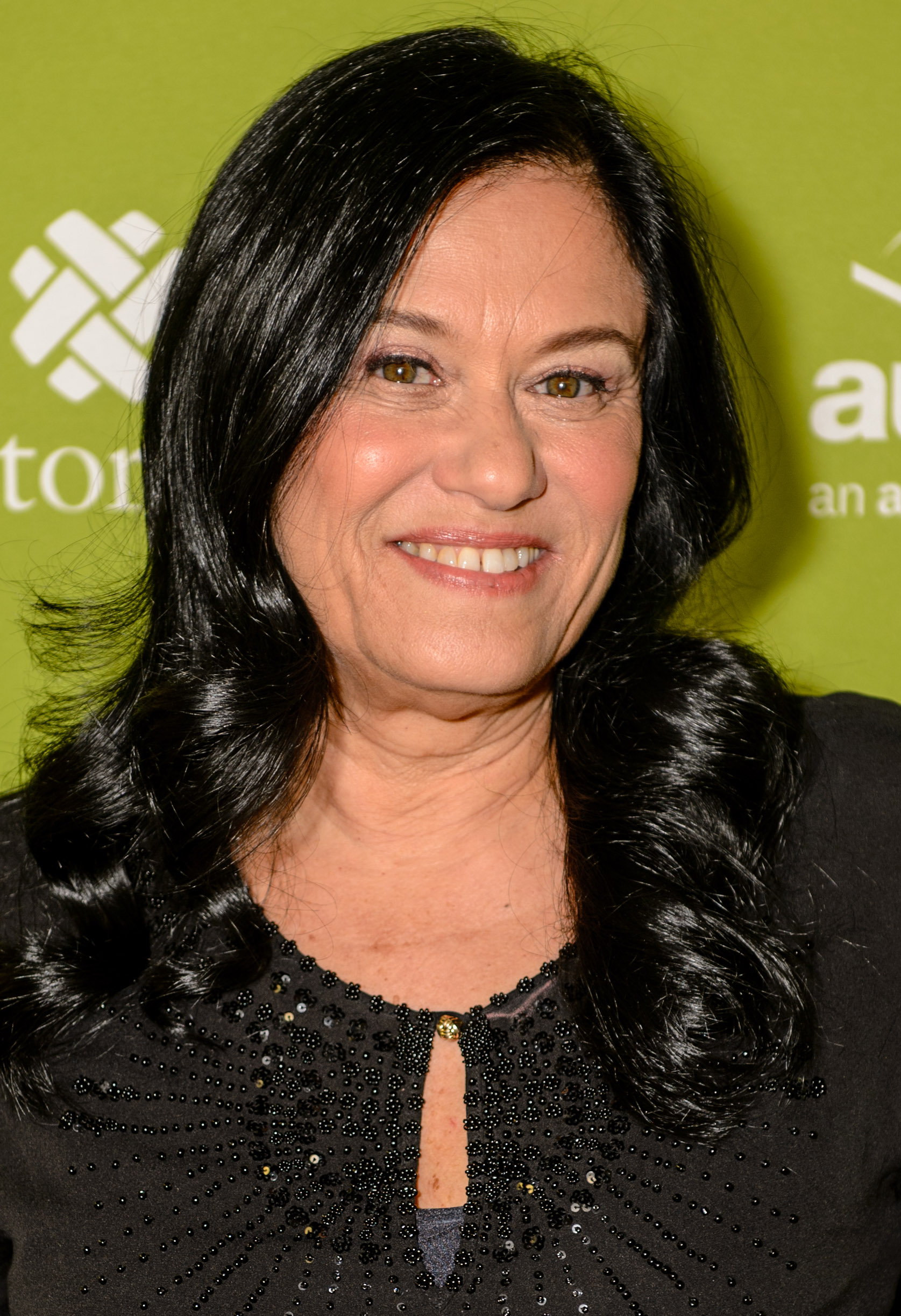
Barbara Kopple (imagem) dirigiu o documentário estrelado por Lazzarato

Em janeiro de 2017, o documentário This Is Everything: Gigi Gorgeous, estrelado por Lazzarato, dirigido por Barbara Kopple, estreou no Festival de Cinema de Sundance. Em 11 de junho, Gorgeous assistiu ao documentário com Katy Perry no evento de transmissão ao vivo de quatro dias de Perry, Katy Perry Live: Witness World Wide.
Em junho de 2017, Lazzarato foi nomeado para a lista da revista Time das 25 pessoas mais influentes da Internet.
Em 2019, Lazzarato publicou um livro de memórias, intitulado He Said, She Said: Lessons, Stories, and Mistakes From My Transgender Journey. Em outubro de 2019, ela anunciou uma coleção de maquiagem que seria lançada pela Ipsy em novembro de 2019. A coleção apresenta vários produtos de beleza relacionados à maquiagem.

## Vida pessoal
Em outubro de 2014, Lazzarato começou a namorar Cory Binney, meio-irmão da drag queen Alaska Thunderfuck, após se conhecerem em uma boate. O casal se separou pela primeira vez em maio ou junho de 2015, inspirando um de seus vídeos mais assistidos, intitulado "Single Life (My Break Up)", um videoclipe para "What the Hell", de Avril Lavigne. Eles voltaram a ficar juntos em julho de 2015, antes de se separarem definitivamente em novembro de 2015.
Lazzarato se assumiu lésbica em um vídeo do YouTube em 14 de setembro de 2016. Ela começou a namorar Nats Getty, um herdeiro e membro da família Getty, logo após conhecê-lo na Paris Fashion Week em 2016, enquanto trabalhava como modelo para o irmão de Getty, August Getty. Em março de 2018, Getty propôs casamento a Lazzarato no Château de Vaux-le-Vicomte, na França. Em 12 de julho de 2019, Lazzarato e Getty se casaram em uma cerimônia privada no Rosewood Miramar Beach em Montecito, Califórnia. O casal recebeu brindes de Katy Perry, Orlando Bloom e do governador da Califórnia, Gavin Newsom. Em 9 de abril de 2021, logo após Getty se declarar transgênero, Lazzarato declarou que se identifica como pansexual, explicando que "não me apaixonei por Nats por causa de seu gênero, me apaixonei pela pessoa que ele é". Getty pediu o divórcio de Lazzarato em 2 de julho de 2025.
Lazzarato é uma católica romana praticante e se descreve como religiosa.

### Mudança na identidade de gênero
Lazzarato se assumiu como uma mulher transgênero em dezembro de 2013. Em 8 de março de 2014, ela mudou legalmente seu nome para Gigi Loren Lazzarato.
Em uma edição de setembro de 2015 da revista People, Lazzarato creditou "a modelo transgênero e artista performática Amanda Lepore e a morte de minha mãe por desencadear minha transição".

## Filmografia

### Cinema
| Ano  | Título                            | Papel     | Notas          | Refs.  |
| ---- | --------------------------------- | --------- | -------------- | ------ |
| 2015 | I Hate Myselfie                   | Amber     | Curta-metragem |        |
| 2015 | Better Than Sex                   | Gigi      | Curta-metragem | [ 53 ] |
| 2015 | I Hate Myselfie 2                 | Amber     | Curta-metragem | [ 54 ] |
| 2017 | This is Everything: Gigi Gorgeous | Ela mesma | Documentário   | [ 55 ] |

### Televisão
| Ano       | Título                              | Nots                                                              | Refs.  |
| --------- | ----------------------------------- | ----------------------------------------------------------------- | ------ |
| 2009      | The Campus                          | Papel principal; 7 episódios                                      |        |
| 2010      | MTV'S The After Show                |                                                                   | [ 55 ] |
| 2011–2013 | The Avenue                          | 21 episódios                                                      |        |
| 2013–2015 | Celebrity Style Story               | Apresentadora; 13 episódios                                       |        |
| 2013      | The Listener                        | Episódio: "The Blue Line"                                         |        |
| 2013      | Project Runway All Stars            | Episódio: "#Nina'sTrending"                                       |        |
| 2014      | Trailblazers                        | Cerimônia de premiação                                            |        |
| 2014      | PopSugar TV                         | Episódio: "Talks Beauty Tips and Fashion At BeautyCon LA"         |        |
| 2015      | About Bruce                         | Especial de TV                                                    |        |
| 2015      | Good Work                           |                                                                   |        |
| 2015      | Access Hollywood                    | 3 episódios                                                       |        |
| 2015      | Daily Share                         |                                                                   |        |
| 2015      | MTV Video Music Award               | Cerimônia de premiação                                            |        |
| 2015      | Entertainment Tonight               |                                                                   |        |
| 2015      | VH1's Streamy Awards                | Cerimônia de premiação                                            |        |
| 2015      | FOX News                            | 1 episódio                                                        |        |
| 2015      | The Marco Marco Show                | Papel recorrente; 3 episódios                                     |        |
| 2015      | Beauty TV                           | Episódio: "Glowing with Gigi Gorgeous"                            |        |
| 2015      | Bro'Laska                           | Episódio: "Cory's Tips for Getting Swole"                         |        |
| 2015      | What's Trending                     | Episódio: "Gigi Gorgeous Talks Trans Rights and LGBT Equality"    | [ 56 ] |
| 2015      | Help, My Face Is Fucked!            | Convidado recorrente; 4 episódios                                 |        |
| 2015      | PerezHiltonTV                       | Episódio: "Behind The Scenes of Gigi Gorgeous' Photoshoot"        |        |
| 2015      | GLSEN Respect Awards                | Cerimônia de premiação                                            |        |
| 2016      | Gigi Gorgeous's Love Letter         |                                                                   |        |
| 2016      | Nightcap                            | Episódio: "The Horny Host" as Herself                             |        |
| 2016      | American Music Awards               | Cerimônia de premiação                                            |        |
| 2016      | Thread of Man                       | Curta documentário                                                |        |
| 2017      | Me and My Grandma                   | Episódio: "Elderboo"                                              |        |
| 2017      | Access Hollywood                    | Participação especial                                             |        |
| 2017      | Shane and Friends                   | Episódio: "Gigi Gorgeous"                                         |        |
| 2017      | Daily Pop                           | Participação especial                                             |        |
| 2017      | Not Too Deep with Grace Helbig      | Episódio: "Gigi Gorgeous"                                         |        |
| 2017      | Katy Perry Live: Witness World Wide | Convidada de interação                                            |        |
| 2017      | Last Week                           | Episódio: "Last Week I Snuggled Puppers"                          |        |
| 2018      | Undivided Attention                 | Apresentadora                                                     |        |
| 2020      | Upload                              | Entrevistadora de moda                                            |        |
| 2021      | Canada's Drag Race                  | Convidada como júri - Temporada 2, Episódio 6 "The Sinner's Ball" |        |
| 2023      | Hell's Kitchen                      | Episódio: "Just Bring the DARN Fish!"                             |        |

### Vídeos musicais
| Ano  | Título                 | Artista                  | Papel                   | Notas |
| ---- | ---------------------- | ------------------------ | ----------------------- | ----- |
| 2015 | "Another Lonely Night" | Adam Lambert             | Celebrante de casamento |       |
| 2018 | "Aileen"               | William Belli            | Aileen Wuornos          |       |
| 2019 | "Do Not Disturb"       | Steve Aoki, Bella Thorne | Condessa                |       |
| 2019 | "God Control"          | Madona                   | Ela mesma               |       |
| 2024 | "Dias de Menina"       | Dylan Mulvaney           | Garota na Piscina       |       |